# Staré Buky
Staré Buky település Csehországban, Trutnovi járásban. Staré Buky Pilníkov, Hajnice és Trutnov településekkel határos. Lakosainak száma 666 fő (2024. január 1.).

## Népesség
A település lakosságának változását az alábbi diagram mutatja:
| Lakosok száma | 2049 | 1690 | 1390 | 667  | 432  | 383  | 582  | 578  | 648  | 666  |
|               | 1869 | 1890 | 1921 | 1950 | 1980 | 2001 | 2017 | 2019 | 2022 | 2024 |